# کالی ریس
کالی ریس (انگلیسی: Kali Reis؛ زادهٔ ۲۴ اوت ۱۹۸۶) بوکسور، فیلم‌نامه‌نویس، و بازیگر اهل ایالات متحده آمریکا است. از فیلم‌ها یا برنامه‌های تلویزیونی که وی در آن نقش داشته است می‌توان به مگس‌های سیاه و کارآگاه حقیقی اشاره کرد.
او یک قهرمان سابق بوکس جهان در دو کلاس وزنی است، که عنوان WBC زن میان‌وزن را در سال ۲۰۱۶ و عناوین WBA, WBO، و IBO سبک‌وزن زنان را بین سال‌های ۲۰۲۰ تا ۲۰۲۲ در اختیار داشت. او همچنین سسیلیا برکهوس را برای عنوان بلامنازع سبک‌وزن زنان در سال ۲۰۱۸ به چالش کشید. در سال ۲۰۲۱، ریس اولین تجربه بازیگری خود را به عنوان ستاره فیلم هیجان انگیز آمریکایی مبارزه منصفانه به دست آورد. او از آن زمان در سریال معمایی کارآگاه حقیقی: سرزمین شب بازی کرده است، که برای آن یک جایزه امی ساعات پربیننده، یک جایزه گلدن گلوب و یک نامزدی جایزه انتخاب منتقدان دریافت کرد.

## زندگی‌نامه
ریس در ۲۴ اوت ۱۹۸۶ در پراویدنس، رود آیلند، به عنوان کوچک‌ترین از پنج فرزند والدینش متولد شد. او و خواهر و برادرانش توسط مادرشان در پراویدنس شرقی بزرگ شدند. او دارای‌تبار کیپ ورد است، و یکی از اعضای قبیله سکونگ وانپونگ محسوب می‌شود. او نام Mequinonoag را که توسط مادرش به او داده شده است، (که به‌عنوان دارای «پرهای زیاد» یا «استعدادهای فراوان» ترجمه می‌شود) را به عنوان نام مستعار حرفه بوکس خود، «K.O. Mequinonoag» انتخاب کرده است. ریس از کودکی ورزشکار بود و اغلب ورزش‌های خشن را با پسران محله انجام می‌داد. او در گروه‌های راهپیمایی و گاردهای دبیرستان خود شرکت کرد و در والیبال، بسکتبال و سافت‌بال دبیرستان رقابت کرد. ریس بوکس را در ۱۴ سالگی در باشگاه منفردو رود آیلند آغاز کرد. او همچنین در خانه توسط یک بوکسور بومی آمریکایی که دوست مادرش بود، تعلیم دید. ریس بعداً به مدرسه جرم‌شناسی رفت و هدفش این بود که در آینده یک افسر اصلاحات برای نوجوانان باشد. او همچنین نحوه تعمیر موتور سیکلت را آموخت. او تمرینات خود را در سالن بدنسازی منفردو و آکادمی بوکس بیگ سیکس در پراویدنس ادامه داد. قبل از ورود به دنیای ورزش حرفه‌ای، ریس یک حرفه آماتور موفقیت‌آمیز داشت و چندین قهرمانیس مختلف به دست آورد. او همزمان با شروع حرفه بوکس، به عنوان نگهبان در کلوپ شبانه نیز کار می‌کرد. در این مدت او پس از حمله یک افسر پلیس، از پلیس شهر شکایت کرد.
در سال ۲۰۲۴، ریس تبدیل به اولین زن بومی آمریکایی شد که برای جایزه ساعات پربیننده امی نامزد شده است. ریس برای ایفای نقشی که در فصل چهارم سریال جنایی کاراگاه حقیقی داشت نامزد دریافت جایزه ساعات پربیننده امی برای بهترین بازیگر نقش مکمل زن در سریال یا فیلم آنتولوژی شد.

## زندگی شخصی
ریس خود را به عنوان دو روح معرفی میکند و هم با زنان و هم با مردان رابطه داشته است. او با برایان کوهن، یک بوکسور حرفه ای بازنشسته ازدواج کرده است.